# JAG1
JAG1 o Jagged-1 és una proteïna lligand del receptor de membrana Notch1 implicat en decisions cel·lulars importants durant el desenvolupament. El gen que codifica JAG1 conté 26 exons al llarg de 36kb i codifica una proteïna homònima de 1218 aminoàcids i 133,8 kDa.
La seva expressió comença entre la setmana 32 a la 50 del desenvolupament embrionari. Els defectes en aquest gen s'han relacionat amb la síndrome d'Alagille.